# Kamu de Almeida
Sebastião Pascoal "Kamu" de Almeida Kambundanga, também chamado de Kamu Chérif Ibrahim (Ícolo e Bengo, 30 de julho de 1943 — Lisboa, 15/16 de junho de 2013), foi um militar e diplomata angolano. Ele foi embaixador na República Democrática do Congo, Espanha e Egipto.

## Morte
Almeida morreu de doença no dia 15/16 de junho de 2013 em Lisboa, aos 73 anos.